# Samax Motorsport
A SAMAX Motorsport é uma equipe de corridas automobilísticas que competiu pela Indy Racing League. A equipe tem uma vasta em várias formas de competições automobilísticas, tais como a própria IRL, a American Le Mans Series e as 24 Horas de Le Mans.
Na IRL, disputou apenas sete corridas na temporada de 2007 com a venezuelana Milka Duno, que levaria o patrocínio da Citgo (subsidiária da PDVSA nos EUA). O norte-americano Jeff Mitrisin chegou a ser cogitado para pilotar um segundo carro, mas acabou preterido.
Em sua curta passagem pela IRL, o melhor resultado da Samax na categoria foi um décimo-primeiro lugar, obtido no GP do Texas.

## Ligações Externas
- (em inglês) Site Oficial